# Шћеница Љубомир
Шћеница Љубомир је насељено мјесто у граду Требиње, Република Српска, БиХ. Према попису становништва из 1991. у насељу је живјело 18 становника.

## Становништво
| Демографија | Демографија | Демографија |
| Година      | Становника  | Становника  |
| ----------- | ----------- | ----------- |
| 1991.       | 18          |             |

## Знамените личности
- Милан Зечар, народни херој Југославије